# Long Black Limousine/Ma Belle Amie
Long Black Limousine/Ma Belle Amie è un singolo del gruppo statunitense Wess & The Airedales, pubblicato dalla Durium nel 1970.

## I brani

### Long Black Limousine
Long Black Limousine, presente sul lato A del disco, è il brano scritto da Bobby George e Vern Stovall.

### Ma Belle Amie
Ma Belle Amie è un brano dei Tee-Set, scritto da Hans Van Ejick (testo) e Peter Tetteroo (musica). Presente sul lato B del disco.

## Tracce
1. Long Black Limousine – 3:50 (edizioni musicali Fulginea)
2. Ma Belle Amie – 3:50 (edizioni musicali S.A.A.R.)